# Frieden von Gisors 1113
Der Frieden von Gisors vom März 1113 war ein Vertrag zwischen dem französischen König Ludwig VI. und dem englischen König Heinrich I. als Herzog der Normandie.
Der Vertrag beendete den Krieg um das Vexin und die Kontrolle der mittleren Seine. Ludwig VI. trat darin die Oberhoheit über Maine und die Bretagne ab. Der Vertrag wurde in Gisors geschlossen, das auf der Grenze zwischen dem französischen und dem normannischen Vexin liegt und somit auf der Grenze der Herrschaftsgebiete Ludwigs und Heinrichs.